# Youxi (köpinghuvudort i Kina, Zhejiang Sheng, lat 28,74, long 121,10)
Youxi (kinesiska: 尤溪, 尤溪镇, 花园) är en köpinghuvudort i Kina. Den ligger i provinsen Zhejiang, i den östra delen av landet, omkring 190 kilometer sydost om provinshuvudstaden Hangzhou. Antalet invånare är 15 472. Befolkningen består av 7 765 kvinnor och 7 707 män. Barn under 15 år utgör 14,0 %, vuxna 15-64 år 66 %, och äldre över 65 år 18,0 %.
Runt Youxi är det mycket tätbefolkat, med 1 056 invånare per kvadratkilometer. Närmaste större samhälle är Gucheng, 12,1 km norr om Youxi. I omgivningarna runt Youxi växer i huvudsak blandskog.
Genomsnittlig årsnederbörd är 2 144 millimeter. Den regnigaste månaden är augusti, med i genomsnitt 395 mm nederbörd, och den torraste är januari, med 73 mm nederbörd.